# Езико фон Мерзебург
Езико фон Мерзебург или Азик (на немски: Asic, Esiko von Merseburg, † 22 ноември 1004 в Льобшюц на Мулде) е граф на Мерзебург и императорски служител (truchsess).
Той е вероятно син на граф Зигфрид II фон Мерзебург, пфалцграф на Саксония († сл. 980). Споменат е за пръв път през 995 г., когато получава епископската църква към Майсен. През 984 г. той е на събранието в замък Аселбург против Хайнрих II от Бавария.
През 990 г. той участва в споровете за подкрепата на херцог Мешко I против херцог Болеслав I Храбри. Езико става довереник на новия крал Хайнрих II, който идва на 24 юли 1002 г. в Мерзебург. През 1002 г. Езико присъства на банкета на новоизбрания крал Хайнрих II в Мерзебург.
Езико фон Мерзебург е наследен през 1004 г. от зет му Бурхард I фон Гозек († 1017), съпругът на сестра му наследничка Ода фон Мерзебург (* 970; † сл. 28 септември 1045).